# Acadèmia del Cinema Aragonès
La Acadèmia del Cinema Aragonès —inicialment denominada Assemblea de Cineastes Aragonesos— (ACA) és una associació sense ànim de lucre creada en 1999 per a reivindicar els interessos de l'audiovisual aragonès.
És una associació plural, on hi tenen cabuda directors/es, productors/es, guionistes, muntadors/es, directors/es de fotografia, actors o actrius, músics, sonidistes, elèctrics, meritoris i tota persona interessada per l'audiovisual.

## Història
La creació de la ACA es va forjar durant l'edició de 1998 de la Setmana del Cinema i la Imatge de Fuentes de Ebro. Després d'una reunió preparatòria, l'Assemblea de Cineastes Aragonesos va ser presentada durant el Festival Internacional de Cinema d'Osca de 1999. Les seves primeres activitats van ser l'organització de cursos i la reivindicació de major suport econòmic per a la realització d'obres cinematogràfiques per part del Govern d'Aragó.
L'acta fundacional es va signar el 2 de juliol de 1999 amb els següents llocs:
- President: José Ángel Delgado
- Vicepresident: Jorge Nebra
- Secretari: José Antonio Aguilar
- Tresorer: Pablo Lozano
- Vocals: Pedro Aguaviva, Miguel Ángel Andreu, Jorge Blas, Ana Esteban i Cristina Palacín.

José Ángel Delgado va ocupar el lloc de director des de 1999 fins a 2004, seguit de Fernando Torres, director de la ACA des de 2005 fins a 2006. L'any 2007 Pablo Aragüés va prendre el comandament directiu durant un any. Emilio Larruga va ser el quart director de l'Acadèmia del Cinema Aragonès des de 2009 fins a 2011. En 2012 José Ángel Delgado va tornar a ocupar el lloc fins a maig del 2016. Actualment el director de l'Acadèmia del Cinema Aragonès és Jesús Marco.
Des de 2012, primer any en què es van realitzar els Premis Simón, el nom d'aquesta associació va canviar d'«Assemblea de Cineastes Aragonesos» a «Acadèmia del Cinema Aragonès».
En 2015 es va acceptar la incorporació d'institucions a l'Acadèmia, sent els primers a sumar-se els festivals de cinema de La Almunia de Doña Godina, Fuentes d'Ebro i Saragossa.
Des de 2017 la seu de la ACA està situada al Museu Pablo Serrano, en el qual el Govern d'Aragó li va cedir un espai per a la gestió de les seves activitats.

## Fins
Té com a principal objectiu aconseguir el suport necessari del Govern d'Aragó i de la televisió autonòmica així com unir a tot el sector cinematogràfic aragonès en una entitat de prestigi i sense ànim de lucre. A més de
- Fer costat a els/les realitzadors/es aragonesos/es i fomentar la producció audiovisual.
- Col·laborar en la promoció i difusió de les obres audiovisuals produïdes a Aragó.
- Exhibir nous treballs.
- A partir de 2012, organitzar els Premis del Cinema Aragonès, denominats Premis Simón, en honor de la pel·lícula "Simón del desierto", de Luis Buñuel.

Activitats proposades per al compliment d'aquests fins:
- Celebració de cursos que abordin diferents especialitats de l'àmbit cinematogràfic.
- Mostres dels treballs realitzats pels associats.
- Organització de xerrades, debats i col·loquis amb professionals del mitjà.
- Publicació i organització d'esdeveniments que fomentin el cinema aragonès.

## Organigrama
En 2016 la directiva de la ACA va quedar formada per les següents persones:
- President: Jesús Marco
- Vicepresident: José Ángel Guimerá
- Secretària: Leonor Bruna
- Tresorer: Manuel Aparicio
- Vocals: Patricia Roda, Santiago Fuster, Raúl Gíu, Roberto Sánchez i José Miguel Bruna.

## Premis Simón
L'Acadèmia organitza i atorga els Premis Simón cada any des de 2012 per a difondre i promocionar el panorama cinematogràfic de la Comunitat. Durant les quatre primeres edicions els Premis Simón han tingut lloc al Teatro Principal de Saragossa. A partir de la cinquena, en 2016, es realitzen a la Sala Mozart de l'Auditori de Saragossa. Els guanyadors són elegits per votació dels socis de l'Acadèmia.
En la primera edició es van concedir sis premis, número que ha anat augmentant gradualment fins als onze de la sisena edició. Els més destacats són el Premi Simón d'Honor, que es concedeix a un professional per tota la seva trajectòria, i el Premi al millor llargmetratge.